# Kotowsk (Russland)
Kotowsk (russisch Котовск) ist eine Stadt in der Oblast Tambow (Russland) mit 31.850 Einwohnern (Stand 14. Oktober 2010).

## Geografie
Die Stadt liegt im zentralen Teil der Oka-Don-Ebene etwa 15 km südlich der Oblasthauptstadt Tambow am rechten Ufer der Zna, einem linken Nebenfluss der Mokscha im Flusssystem der Wolga.
Kotowsk ist der Oblast administrativ direkt unterstellt.

## Geschichte
Der Ort entstand im Zusammenhang mit der Errichtung eines staatlichen Sprengstoffwerkes zwischen 1914 und 1916. Zunächst war er als Siedlung Porochowoi Sawod (russisch wörtlich für Pulverwerk) Stadtteil von Tambow.
Am 18. März 1919 erfolgte die Umbenennung in Krasny Bojewik („Roter Kämpfer“). Später trug es als einer der drei Stadtbezirke den Namen Oktjabrski.
Am 16. April 1940 wurde der Ort selbständig und erhielt das Stadtrecht unter dem heutigen Namen, nach Grigori Kotowski (1881–1925), einem Kommandeur der Roten Armee, der 1921 an der Niederschlagung des Bauernaufstandes von Tambow beteiligt war.

### Bevölkerungsentwicklung
| Jahr | Einwohner |
| ---- | --------- |
| 1926 | 8.000     |
| 1939 | 16.986    |
| 1959 | 25.511    |
| 1970 | 33.347    |
| 1979 | 37.848    |
| 1989 | 38.510    |
| 2002 | 34.054    |
| 2010 | 31.850    |

Anmerkung: Volkszählungsdaten (1926 gerundet)

## Kultur und Sehenswürdigkeiten
In Stadtnähe, am Ufer der Zna zwischen Kotowsk und Tambow, sind Überreste des Treguljajew-Johannes-des-Täufers-Klosters (Трегуляев-Предтеченский монастырь/Treguljajew-Predtetschenski monastyr) aus der zweiten Hälfte des 17. bis 18. Jahrhundert.

## Wirtschaft und Infrastruktur
Kotowsk ist eine Industrie-Satellitenstadt von Tambow mit Werken für Plastik, Lacke und Farben, Kunstleder sowie Betrieben der Baumaterialienwirtschaft und der Lebensmittelindustrie. Größte Arbeitgeber sind die staatliche Pulverfabrik Tambowski Porochowoi Sawod und die Fabrik ALMAS.
Die Stadt ist Endpunkt einer 1932 eröffneten, 17 Kilometer langen Eisenbahnstrecke, die in Tambow (Station Tambow-I) von der Strecke Moskau–Saratow abzweigt. Am Nordrand von Kotowsk liegt zudem die Station Tambow-II. Die Station Tambow-II ist seit einigen Jahren als Personenbahnhof stillgelegt und dient nur noch dem Güterverkehr. Der Personenverkehr zwischen Kotowsk und Tambow wird nur noch per Bus oder Marschrutka („Gazelle“) abgewickelt.